# تاریکی درخشان طولانی
تاریکی درخشان طولانی (به انگلیسی: The Long Bright Dark) نخستین اپیزود سریال آمریکایی کارآگاه حقیقی است که در تاریخ ۱۲ ژانویه ۲۰۱۴ از شبکه اچ‌بی‌او پخش شد. زمان این اپیزود ۶۰ دقیقه بوده است.